# KNX (standard)

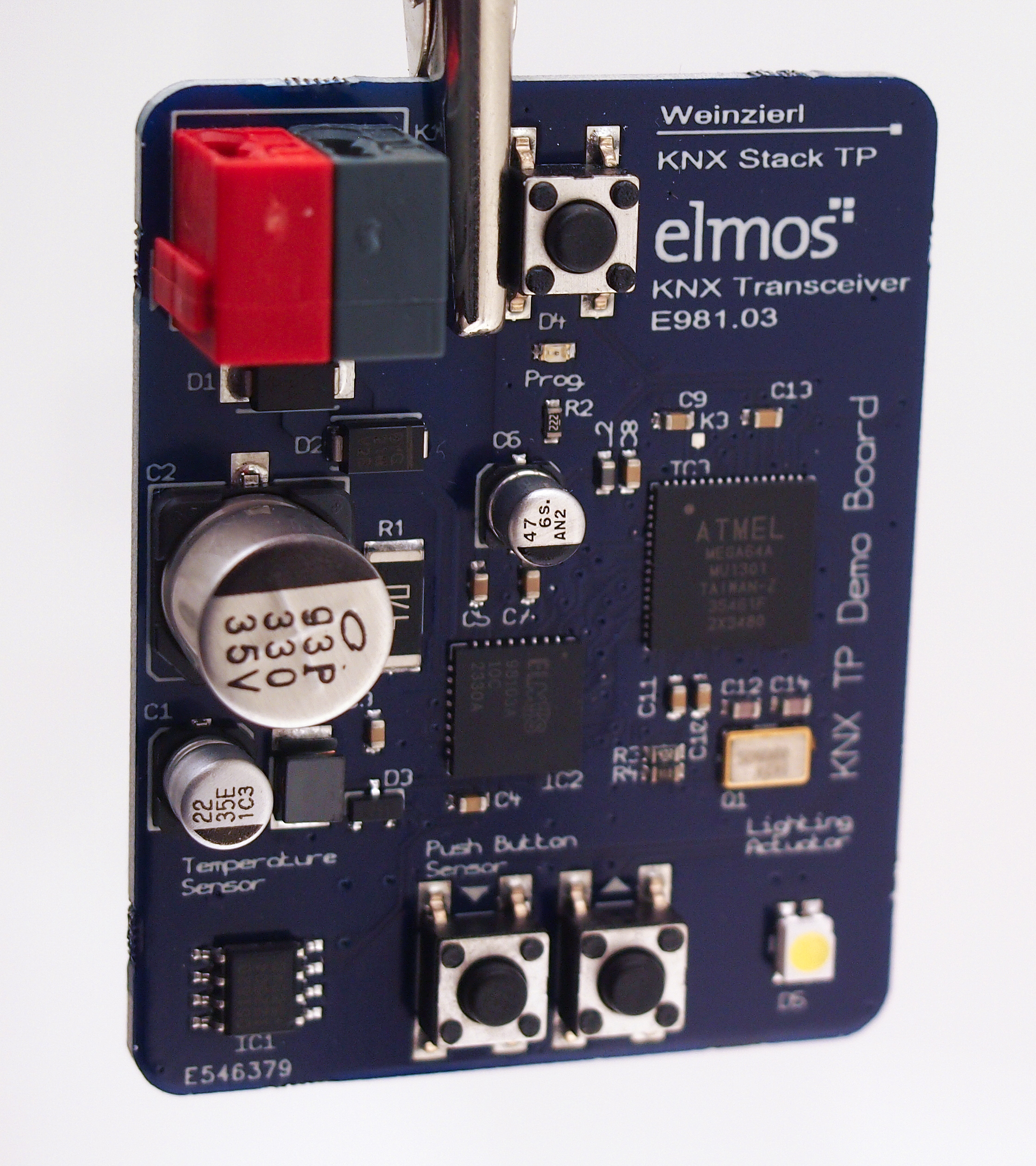
KNX-Transceiver-Board de Elmos

KNX, aussi appelé Konnex, est un bus de terrain et un protocole d'automatismes pour le bâtiment.

## Historique
KNX est né de la fusion des standards EHS, EIB ( European Installation Bus), et Bâtibus à l'initiative de constructeurs. Cette initiative est due au besoin d'un standard permettant l'interopérabilité entre plusieurs constructeurs.

## L'association
L'association KNX a été créée en 1999 par les membres de l'EIBA, l'EHSA et le Bâtibus Club. Les spécifications du protocole sont maintenues par les membres qui assurent également la promotion du protocole, la formation et la distribution d'un outil de configuration (ETS). L'association est propriétaire des spécifications du protocole ainsi que du logo KNX.

## Les spécifications
L'ensemble des spécifications étaient historiquement payantes, depuis janvier 2016 elles sont désormais gratuites sous réserve de disposer d'un compte sur le site de l'association.

## Le protocole
Le protocole KNX est un protocole à logique répartie. Contrairement à d'autres protocoles d'automatismes, celui-ci ne fonctionne pas en mode maître/esclave, chaque automate étant indépendant des autres.

### Les couches physiques
Le protocole KNX supporte plusieurs médias de communications. Ainsi, on peut citer :

#### Le bus
La transmission sur bus est actuellement la plus développée, car c'est le moyen historique de communication. Il existe deux types de bus, dénommés "TP" pour "Twisted Pair" :
- "TP0" : hérité de Bâtibus, permettant un débit de 4 800 bit/s. La transmission est assurée par un codage NRZ. La topologie est libre.
- "TP1" : hérité d'EIB, permettant un débit de 9 600 bit/s. la transmission est assurée par un codage BBS (Balanced Baseband Signal).

#### La radio
- La communication[2] se fait sur la bande située entre 868 MHz et 868,6 MHz, en modulation FSK. Encodage des bits Manchester avec un débit de 16,384 kbit/s.

#### Le courant porteur
- "PL110" : hérité d'EIB, débit de 1 200 bit/s.
- "PL132" : hérité d'EHS, débit de 2 400 bit/s.

#### Ethernet
Ethernet a été amendé en 2008 aux spécifications KNX afin d'élargir les possibilités, notamment pour la transmission en backbone.

### Les modes de configuration
La norme KNX décrit 3 types de configuration pour configurer un produit labellisé KNX.

#### La configuration en mode System ou Expert (S-Mode)
Le S-Mode est le mode de configuration historique de KNX. C'est un mode de configuration privé préconisé par l'association KNX. Il permet de télécharger une application dans un produit, et de configurer celle-ci, par le biais du logiciel ETS (Engineering Tool Software) distribué par l'association. C'est le mode qui offre le plus de fonctionnalités, les autres modes étant des versions simplifiées.

#### La configuration en mode Facile (E-Mode)
La configuration en mode facile permet de simplifier le processus du mode Expert, tout en restant compatible avec celui-ci. L'E-Mode ajoute donc au S-Mode les principes suivants :
- L'application est fixe. On peut néanmoins la changer quand il s'agit de produits dit E+S. Cela évite entre autres de disposer de la base produit du constructeur.
- L'application est standardisée. Une application se découpe en plusieurs canaux normalisés. Chacun de ses canaux contient un ou plusieurs blocs fonctionnels, eux aussi normalisés. Cela garantit l'interopérabilité entre différents constructeurs, au niveau applicatif. Ainsi, une application "thermostat" d'un produit "E-mode" sera normalisée, et de ce fait compatible avec une application "régulation" d'un autre produit "E-Mode", quel que soit le constructeur.
- Extension des trames de configuration. L'E-Mode permet d'interroger les participants du bus afin de connaître les fonctionnalités (canaux) dont ils disposent. L'E-Mode permet également de modifier des propriétés du produit par le bus par des trames spécifiques.

#### La configuration en mode automatique (A-Mode)
Le A-Mode est le moins répandu et est voué à disparaître. Il permet de faire fonctionner ensemble des produits pré-configurés, sans utiliser d'outil de programmation.